# بلقاء أليفة الكالسيوم
ملالوكا أليفة الكالسيوم (الاسم العلمي:Melaleuca calcicola) هي نوع من النباتات تتبع جنس الملالوكا من فصيلة الآسية. تم وصف هذا النوع من النبات علمياً لأول مرة من قبل براندون جون ليبشي وليندلي ألان كرافن وبراين ألوين بارلو سنة 2010.